# William Crean

Bischofswappen von William Crean

William Crean (* 16. Dezember 1951 in Tralee, County Kerry) ist ein irischer römisch-katholischer Geistlicher und Bischof von Cloyne.

## Leben
William Crean ist der Sohn von Patrick und Margaret Crean (geborene O’Donnell). Aus der Familie gingen mehrere Priester hervor. Seine erste Schulausbildung erhielt er in seinem Heimat- und Geburtsort Tralee und setzte diese am Saint Brendans College in Killarney fort. Anschließend begann er am Saint Patrick’s College in Maynooth ein Studium der Katholischen Theologie und Philosophie, das er mit dem Bachelorgrad abschloss. In der Folge begann er ein Aufbaustudium an der Päpstlichen Universität Gregoriana in Rom, wo er 1977 das Lizenziat der Theologie erwarb.
Der Bischof von Kerry, Eamon Casey, weihte ihn am 20. Juni 1976 zum Priester. 1987 erwarb er am Mount Oliver Institute of Education in Dundalk ein Diplom in Religionspädagogik. Nach einigen seelsorgerischen Aufgaben wurde er zum Kanoniker ernannt und war von 1987 bis 1996 Direktor für Religiöse Erwachsenenbildung in Killarney. Von 1998 bis 1999 studierte er an der Sonntagsschule der Weston School of Theology in Boston (STM). Er war zwei Jahre lang der Vorsitzende der Adult Religious Education National Association (ARENA).
Am 24. November 2012 ernannte ihn Papst Benedikt XVI. zum Bischof von Cloyne. Die Bischofsweihe spendete ihm der Apostolische Nuntius in Irland, Erzbischof Charles Brown, am 27. Januar 2013; Mitkonsekratoren waren Dermot Clifford, Erzbischof von Cashel und Emly, und William Murphy, Bischof von Kerry.